# 로롱
《로롱》(필리핀어: Lolong)는 2022년 방영된 필리핀의 텔레비전 드라마이다.